# Джиро ди Ломбардия
Джиро ди Ломбардия (итал. Giro di Lombardia) — ежегодная классическая однодневная велогонка, проходящая по итальянской Ломбардии. Она традиционно закрывает сезон в профессиональном велоспорте, и зовётся «классикой опавших листьев» (la classica delle foglie mort).

## История

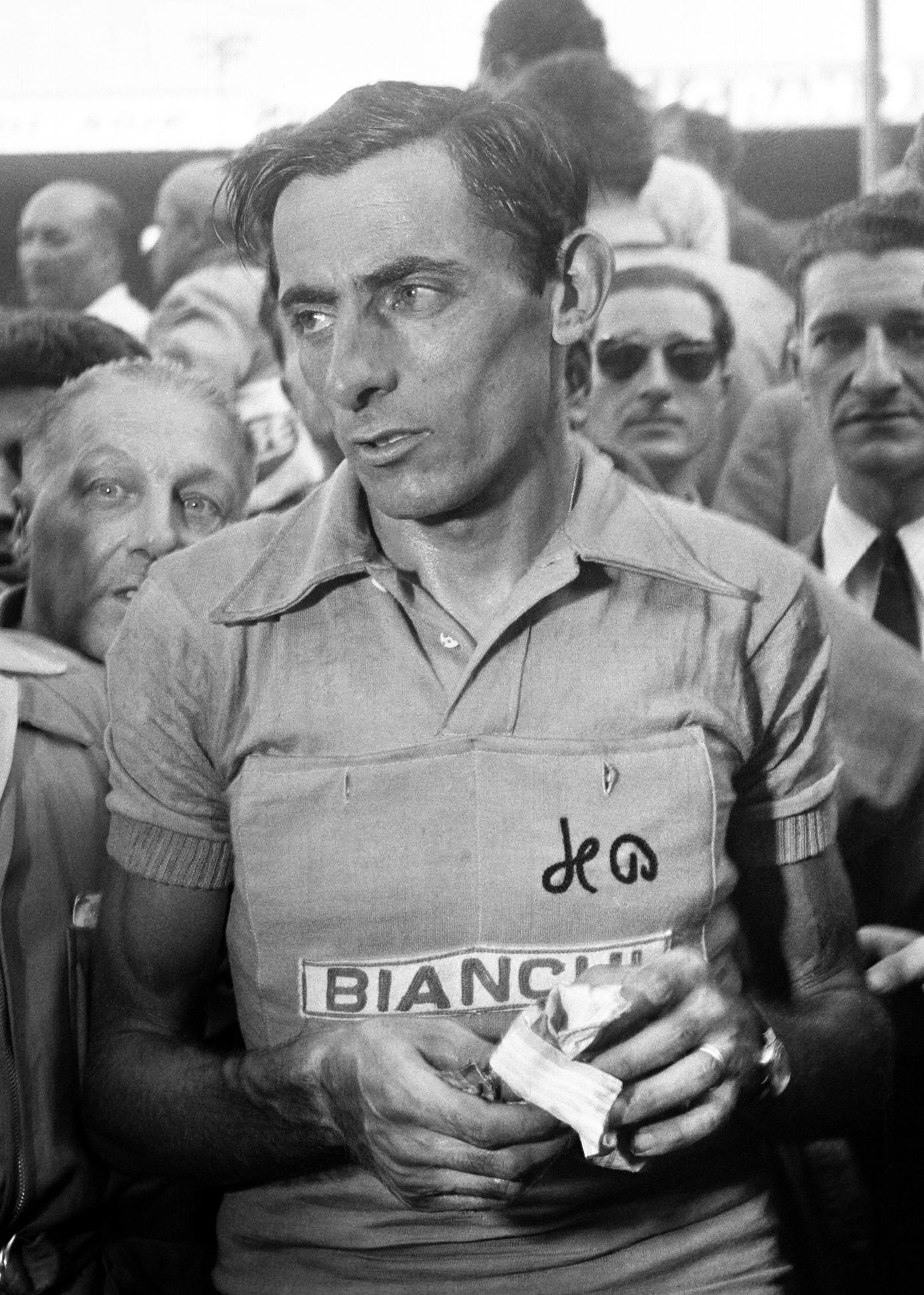
Пятикратный победитель гонки Фаусто Коппи

Первая гонка «Милан — Милан», организованная «La Gazzetta dello Sport», состоялась 12 ноября 1905 года. Маршрут был проложен по посредственным дорогам, а около Крема гонщикам нужно было перейти через рельсы. Шедший первым «Красный дьявол» Джованни Джерби предварительно накидал земли в одном месте путей и проскочил их на велосипеде. Преследователи были не так удачны, что повлекло массовый завал. На финише Джерби «привёз» соперникам 40 минут. Несмотря на плохую организацию дебютной гонки, она (с 1907 года «Джиро ди Ломбардия») стала очень популярна. На ней побеждали лидеры той эпохи велоспорта, такие как Франсуа Фабер и Анри Пелиссье. Несмотря на близость фронта, гонка проходила и во время Первой мировой войны. В 1920-х годах в маршрут Джиро вошли ряд подъёмов, ставших визитной карточкой велогонки. Самым известных из них является Мадонна дель Гизалло, на вершине холма находится паломническая церковь явления богородицы. В 1949 году с согласия папы Пия XII Мадонна дель Гизалло была объявлена покровительницей велосипедистов, а в самой церкви располагается небольшой веломузей.
Особенно усердно готовились к Джиро хозяева-итальянцы, в 1921—1950 годах недававшие инострацам выиграть велогонку. За более чем вековую историю гонка не состоялась всего дважды, в 1943 и 1944 годах, когда север Италии оккупировали немцы. Первые послевоенные годы прошли под превосходством Фаусто Коппи, победившем в Джиро рекордные 5 раз. В 1950-х маршрут стал более равнинным и завершался спринтом на треке Вигорелли. В 1960-х годах финиш гонки был вынесен из Милана в Комо, а дистанция получила новые подъёмы, усложнявшиеся ближе к финишу. В 1965 году велогонка впервые прошла вокруг озера Комо, что сегодня считается традиционным. Позже гонка часто меняла пункты старты и финиша, в последние годы гонщики стартовали даже из приграничного швейцарского Мендризио.
Престиж Джиро ди Ломбардия, как одной из монументальных классик, очень высок. Когда чемпионат мира проходил в августе, Джиро называли «осенним чемпионатом мира». В XXI веке по две победы подряд одерживали Микеле Бартоли, Паоло Беттини, Дамиано Кунего, Филипп Жильбер и Хоаким Родригес. Жильбер за неделю до победы на Джиро 2009 победил и в велогонке Париж — Тур, это достижение называется «осенним дублем».

## Маршрут
- 1905—1960: Старт и финиш в Милане
- 1961—1984: Милан — Комо
- 1985—1989: Комо — Милан
- 1990—1994: Милан — Монца
- 1995—2001: Варесе — Бергамо
- 2002:00000 Канту — Бергамо
- 2003:00000 Комо — Бергамо
- 2004—2006: Мендризио — Комо
- 2007—2009: Варесе — Комо
- 2010:00000 Милан — Комо
- 2011:00000 Милан — Лекко
- 2012—2013: Бергамо — Лекко
- 2014, 2016: Комо — Бергамо
- 2015, 2017: Бергамо — Комо

## Победители
- 1905:  Джованни Джерби
- 1906:  Джузеппе Брамбилла (Bianchi)
- 1907:  Гюстав Гарригу
- 1908:  Франсуа Фабер
- 1909:  Джованни Куниоло
- 1910:  Джованни Микелетто
- 1911:  Анри Пелиссье
- 1912:  Карло Ориани
- 1913:  Анри Пелиссье (2)
- 1914:  Лауро Бордин (Bianchi)
- 1915:  Гаэтано Беллони
- 1916:  Леопольдо Торричелли
- 1917:  Филипп Тис
- 1918:  Гаэтано Беллони (2) (Bianchi)
- 1919:  Костанте Джирарденго
- 1920:  Анри Пелиссье (3)
- 1921:  Костанте Джирарденго (2)
- 1922:  Костанте Джирарденго (3) (Bianchi)
- 1923:  Джованни Брунеро
- 1924:  Джованни Брунеро (2)
- 1925:  Альфредо Бинда
- 1926:  Альфредо Бинда (2)
- 1927:  Альфредо Бинда (3)
- 1928:  Гаэтано Беллони (3)
- 1929:  Пьеро Фоссати
- 1930:  Мичеле Мара (Bianchi)
- 1931:  Альфредо Бинда (4)
- 1932:  Антонио Негрини
- 1933:  Доменико Пьемонтези
- 1934:  Лирко Гуэрра
- 1935:  Энрико Молло
- 1936:  Джино Бартали
- 1937:  Альдо Бини (Bianchi)
- 1938:  Чино Чинелли
- 1939:  Джино Бартали (2)
- 1940:  Джино Бартали (3)
- 1941:  Марио Риччи
- 1942:  Альдо Бини (2) (Bianchi)
- 1943—1944: не проводилась
- 1945:  Марио Риччи (2)
- 1946:  Фаусто Коппи (Bianchi)
- 1947:  Фаусто Коппи (2) (Bianchi)
- 1948:  Фаусто Коппи (3) (Bianchi)
- 1949:  Фаусто Коппи (4) (Bianchi-Ursus)
- 1950:  Ренцо Солдани
- 1951:  Луисон Бобе
- 1952:  Джузеппе Минарди
- 1953:  Бруно Ланди
- 1954:  Фаусто Коппи (5) (Bianchi-Pirelli)
- 1955:  Клето Мауле
- 1956:  Андре Дарригад (Bianchi-Pirelli)
- 1957:  Диего Рончини (Bianchi-Pirelli)
- 1958:  Нино Дефилиппис
- 1959:  Рик Ван Лой
- 1960:  Эмиль Дамс
- 1961:  Вито Такконе
- 1962:  Йо де Ро
- 1963:  Йо де Ро (2)
- 1964:  Джанни Мотта
- 1965:  Том Симпсон (Peugeot-BP Michelin)
- 1966:  Феличе Джимонди
- 1967:  Франко Битосси
- 1968:  Херман Ван Спрингел
- 1969:  Жан-Пьер Монсере
- 1970:  Франко Битосси (2)
- 1971:  Эдди Меркс (Molteni)
- 1972:  Эдди Меркс (2) (Molteni)
- 1973:  Феличе Джимонди (Bianchi-Campagnolo)
- 1974:  Роже Де Вламинк (Brooklyn)
- 1975:  Франческо Мозер (Samson)
- 1976:  Роже Де Вламинк (2) (Brooklyn)
- 1977:  Джанбаттиста Баронкелли (Scic)
- 1978:  Франческо Мозер (2) (Samson Campagnolo)
- 1979:  Бернар Ино (Renault-Gitane-Campagnolo)
- 1980:  Альфонс Де Вольф (Boule d'Or-Colnago)
- 1981:  Хенни Кёйпер (DAF Trucks-Cote D'Or)
- 1982:  Джузеппе Саронни (Del Tongo-Colnago)
- 1983:  Шон Келли (Sem-France Loire)
- 1984:  Бернар Ино (2) (La Vie Claire)
- 1985:  Шон Келли (2) (Skil Sem Kas Miko)
- 1986:  Джанбаттиста Баронкелли (Supermercati Brianzoli)
- 1987:  Морено Арджентин (Gewiss-Bianchi)
- 1988:  Шарли Мотте (Systeme U-Gitane)
- 1989:  Тони Ромингер (Chateaux d'Ax)
- 1990:  Жиль Делион (Helvetica-La Suisse)
- 1991:  Шон Келли (3) (PDM-Ultima-Concorde)
- 1992:  Тони Ромингер (2) (Toshiba)
- 1993:  Паскаль Ришар (Ariostea)
- 1994:  Владислав Бобрик (Gewiss-Ballan)
- 1995:  Джанни Фарезин (Lampre-Panaria)
- 1996:  Андреа Тафи (Mapei-GB)
- 1997:  Лоран Жалабер (ONCE)
- 1998:  Оскар Каменцинд (Mapei-Bricobi)
- 1999:  Мирко Челестино (Polti)
- 2000:  Раймондас Румшас (Fassa Bortolo)
- 2001:  Данило Ди Лука (Cantina Tollo-Acqua e Sapone)
- 2002:  Микеле Бартоли (Fassa Bortolo)
- 2003:  Микеле Бартоли (2) (Fassa Bortolo)
- 2004:  Дамиано Кунего (Saeco Macchine per Caffé)
- 2005:  Паоло Беттини (Quick Step-Innergetic)
- 2006:  Паоло Беттини (2) (Quick Step-Innergetic)
- 2007:  Дамиано Кунего (2) (Lampre-Fondital)
- 2008:  Дамиано Кунего (3) (Lampre)
- 2009:  Филипп Жильбер (Silence-Lotto)
- 2010:  Филипп Жильбер (2) (Omega Pharma-Lotto)
- 2011:  Оливер Цаугг (Leopard Trek)
- 2012:  Хоаким Родригес (Team Katusha)
- 2013:  Хоаким Родригес (2) (Team Katusha)
- 2014:  Дэниэл Мартин (Garmin-Sharp)
- 2015:  Винченцо Нибали (Astana Pro Team)
- 2016:	 Эстебан Чавес (Orica-BikeExchange)
- 2017:  Винченцо Нибали (2) (Bahrain–Merida)
- 2018:  Тибо Пино (FDJ)
- 2019:  Бауке Моллема (Trek-Segafredo)
- 2020:  Якоб Фульсанг (Astana Pro Team)
- 2021:  Тадей Погачар (UAE Team Emirates)
- 2022:  Тадей Погачар (2) (UAE Team Emirates)
- 2023:  Тадей Погачар (3) (UAE Team Emirates)
- 2024:  Тадей Погачар (4) (UAE Team Emirates)

## Победы по странам
| Победы | Страна         |
| ------ | -------------- |
| 69     | Италия         |
| 12     | Бельгия        |
| 11     | Франция        |
| 5      | Швейцария      |
| 4      | Нидерланды     |
| 3      | Словения       |
| 3      | Ирландия       |
| 2      | Испания        |
| 1      | Литва          |
| 1      | Люксембург     |
| 1      | Россия         |
| 1      | Великобритания |
| 1      | Колумбия       |
| 1      | Дания          |